# Contre-la-montre masculin des moins de 23 ans aux championnats du monde de cyclisme sur route 2016
Navigation
Richmond 2015 Bergen 2017
Le contre-la-montre masculin des moins de 23 ans des championnats du monde de cyclisme sur route 2016 a eu lieu le 10 octobre 2015 à Doha, au Qatar.
Le titre est remporté par l'Allemand Marco Mathis, qui parcourt les 28,9 km en 34 min 8 s. Il devance son compatriote Maximilian Schachmann de 18 secondes et l'Australien Miles Scotson de 37 secondes. Un troisième coureur allemand, Lennard Kämna, termine au pied du podium, à 42 secondes.

## Classement
| Rang        | Coureur                  | Pays              | Temps         |
| ----------- | ------------------------ | ----------------- | ------------- |
| 1           | Marco Mathis             | Allemagne         | + 34 min 8 s  |
| 2           | Maximilian Schachmann    | Allemagne         | + 18 s        |
| 3           | Miles Scotson            | Australie         | + 37 s        |
| 4           | Lennard Kämna            | Allemagne         | + 42 s        |
| 5           | Kasper Asgreen           | Danemark          | + 50 s        |
| 6           | Neilson Powless          | États-Unis        | + 54 s        |
| 7           | Geoffrey Curran          | États-Unis        | + 1 min 5 s   |
| 8           | Tom Bohli                | Suisse            | + 1 min 16 s  |
| 9           | Eddie Dunbar             | Irlande           | + 1 min 21 s  |
| 10          | Callum Scotson           | Australie         | + 1 min 22 s  |
| 11          | Stefan de Bod            | Afrique du Sud    | + 1 min 22 s  |
| 12          | Alexander Cowan          | Canada            | + 1 min 26 s  |
| 13          | Rémi Cavagna             | France            | + 1 min 28 s  |
| 14          | Filippo Ganna            | Italie            | + 1 min 37 s  |
| 15          | Jonathan Dibben          | Royaume-Uni       | + 1 min 38 s  |
| 16          | Sean Mackinnon           | Canada            | + 1 min 43 s  |
| 17          | Mads Pedersen            | Danemark          | + 1 min 50 s  |
| 18          | Martin Schäppi           | Suisse            | + 1 min 53 s  |
| 19          | Corentin Ermenault       | France            | + 1 min 58 s  |
| 20          | Edoardo Affini           | Italie            | + 1 min 59 s  |
| 21          | Mads Würtz Schmidt       | Danemark          | + 2 min 2 s   |
| 22          | Izidor Penko             | Slovénie          | + 2 min 10 s  |
| 23          | Patrick Gamper           | Autriche          | + 2 min 11 s  |
| 24          | János Pelikán            | Hongrie           | + 2 min 18 s  |
| 25          | Tom Wirtgen              | Luxembourg        | + 2 min 21 s  |
| 26          | Tao Geoghegan Hart       | Royaume-Uni       | + 2 min 22 s  |
| 27          | Nathan Van Hooydonck     | Belgique          | + 2 min 25 s  |
| 28          | Pascal Eenkhoorn         | Pays-Bas          | + 2 min 26 s  |
| 29          | Artem Nych               | Russie            | + 2 min 33 s  |
| 30          | Daniel Martínez          | Colombie          | + 2 min 33 s  |
| 31          | Gonzalo Serrano          | Espagne           | + 2 min 41 s  |
| 32          | Szymon Rekita            | Pologne           | + 2 min 53 s  |
| 33          | Amanuel Gebrezgabihier   | Érythrée          | + 2 min 58 s  |
| 34          | Nazar Lahodych           | Ukraine           | + 3 min 4 s   |
| 35          | Przemysław Kasperkiewicz | Pologne           | + 3 min 17 s  |
| 36          | Ivo Oliveira             | Portugal          | + 3 min 17 s  |
| 37          | Silver Mäoma             | Estonie           | + 3 min 21 s  |
| 38          | Ivan Centrone            | Luxembourg        | + 3 min 27 s  |
| 39          | Sam Dobbs                | Nouvelle-Zélande  | + 3 min 29 s  |
| 40          | Pavel Sivakov            | Russie            | + 3 min 33 s  |
| 41          | Jan-Willem van Schip     | Pays-Bas          | + 3 min 34 s  |
| 42          | Mehdi Rajabi             | Iran              | + 3 min 38 s  |
| 43          | Timur Maleev             | Ukraine           | + 3 min 40 s  |
| 44          | Merhawi Kudus            | Érythrée          | + 3 min 42 s  |
| 45          | Michael O'Loughlin       | Irlande           | + 3 min 44 s  |
| 46          | Krists Neilands          | Lettonie          | + 3 min 45 s  |
| 47          | Senne Leysen             | Belgique          | + 3 min 55 s  |
| 48          | Abderrahmane Mansouri    | Algérie           | + 3 min 59 s  |
| 49          | Mohammad Ganjkhanlou     | Iran              | + 4 min 18 s  |
| 50          | Yuriy Natarov            | Kazakhstan        | + 4 min 22 s  |
| 51          | Jon Božič                | Slovénie          | + 4 min 24 s  |
| 52          | Ēriks Toms Gavars        | Lettonie          | + 4 min 25 s  |
| 53          | Victor Langellotti       | Monaco            | + 4 min 26 s  |
| 54          | Islam Shawky             | Égypte            | + 4 min 28 s  |
| 55          | Nassim Saidi             | Algérie           | + 4 min 38 s  |
| 56          | Fung Ka Hoo              | Hong Kong         | + 4 min 54 s  |
| 57          | Joseph Areruya           | Rwanda            | + 4 min 59 s  |
| 58          | Stepan Astafyev          | Kazakhstan        | + 5 min 13 s  |
| 59          | Raimondas Rumšas         | Lituanie          | + 5 min 29 s  |
| 60          | Maral-Erdene Batmunkh    | Mongolie          | + 5 min 50 s  |
| 61          | Enkhtaivan Bolor-Erdene  | Mongolie          | + 6 min 6 s   |
| 62          | Andrej Petrovski         | Macédoine du Nord | + 6 min 13 s  |
| 63          | Bilguunjargal Erdenebat  | Mongolie          | + 6 min 45 s  |
| 64          | Nazar Alabuabdulla       | Arabie saoudite   | + 7 min 19 s  |
| 65          | Khaled Alkhalaifah       | Koweït            | + 7 min 47 s  |
| 66          | Abdulhadi Alajmi         | Koweït            | + 8 min 14 s  |
| 67          | Hassan Aljumah           | Arabie saoudite   | + 8 min 15 s  |
| 68          | Akramjon Sunnatov        | Ouzbékistan       | + 8 min 41 s  |
| 69          | Yahiaaldien Khalefa      | Bahreïn           | + 9 min 11 s  |
| 70          | Egzon Misini             | Kosovo            | + 10 min 56 s |
| 71          | Luan Haliti              | Kosovo            | + 18 min 50 s |
| Abandon     | Yousif Ibrahim Yosif     | Soudan            |               |
| Abandon     | Hayden McCormick         | Nouvelle-Zélande  |               |
| Non-partant | Getachew Atsbha          | Éthiopie          |               |